# キンキンのとことん好奇心
『キンキンのとことん好奇心』（キンキンのとことんこうきしん）は、1995年4月3日から1996年3月29日まで、テレビ朝日系列で生放送されたワイドショー。ステレオ放送を実施。

## 概要
『人間探検!もっと知りたい!!』以来のワイドショーである。しかし、『ワイド!スクランブル』を立ち上げることが決まったため、番組は1年で終了した。また、ワイドショーとはいっても他局のような芸能ニュースや報道的な内容を扱うことはそれほどなく、過去に愛川欽也が手掛けてきた他の番組と同様に、知的好奇心を充たす話題を放送時間中とことん掘り下げるような内容の番組であった。
新聞番組表での表記は、一行10文字の制約から『キン欽とことん好奇心』だった。
この番組以降、後続のABC制作15分枠には『上沼恵美子のおしゃべりクッキング』（2022年3月まで）が充てられ、さらにそれを通り抜けて『徹子の部屋』へとつながることとなり現在に至る。
地上波における愛川の冠番組は本番組が最後となった。

## 司会
- 愛川欽也
- 朝凪鈴

## ネット局
| 放送対象地域   | 放送局                              | 系列           |
| -------------- | ----------------------------------- | -------------- |
| 関東広域圏     | テレビ朝日 （ANB） 制作局           | テレビ朝日系列 |
| 北海道         | 北海道テレビ （HTB）                | テレビ朝日系列 |
| 青森県         | 青森朝日放送 （ABA）                | テレビ朝日系列 |
| 宮城県         | 東日本放送 （KHB）                  | テレビ朝日系列 |
| 秋田県         | 秋田朝日放送 （AAB）                | テレビ朝日系列 |
| 山形県         | 山形テレビ （YTS）                  | テレビ朝日系列 |
| 福島県         | 福島放送 （KFB）                    | テレビ朝日系列 |
| 新潟県         | 新潟テレビ21 （NT21）               | テレビ朝日系列 |
| 長野県         | 長野朝日放送 （abn）                | テレビ朝日系列 |
| 静岡県         | 静岡朝日テレビ （SATV）             | テレビ朝日系列 |
| 石川県         | 北陸朝日放送 （HAB）                | テレビ朝日系列 |
| 中京広域圏     | 名古屋テレビ （NBN）                | テレビ朝日系列 |
| 近畿広域圏     | 朝日放送 （ABC） 現：朝日放送テレビ | テレビ朝日系列 |
| 広島県         | 広島ホームテレビ （HOME）           | テレビ朝日系列 |
| 山口県         | 山口朝日放送 （yab）                | テレビ朝日系列 |
| 香川県・岡山県 | 瀬戸内海放送 （KSB）                | テレビ朝日系列 |
| 愛媛県         | 愛媛朝日テレビ （eat）              | テレビ朝日系列 |
| 福岡県         | 九州朝日放送 （KBC）                | テレビ朝日系列 |
| 長崎県         | 長崎文化放送 （NCC）                | テレビ朝日系列 |
| 熊本県         | 熊本朝日放送 （KAB）                | テレビ朝日系列 |
| 大分県         | 大分朝日放送 （OAB）                | テレビ朝日系列 |
| 鹿児島県       | 鹿児島放送 （KKB）                  | テレビ朝日系列 |
| 沖縄県         | 琉球朝日放送 （QAB）                | テレビ朝日系列 |

### ネット局の動向
この番組がスタートしたのと同時に、愛媛朝日テレビ（eat）が開局して同時ネット、さらに番組開始半年後に琉球朝日放送（QAB）が開局。南海放送（RNB・日本テレビ系列）、琉球放送（RBC・TBS系列）が系列外時差ネット廃止に伴う『人間探検!もっと知りたい!!』を終了して以来、愛媛県と沖縄県にテレビ朝日系の平日正午枠番組のネットが復活した。